# Megalastrum angustum
Megalastrum angustum är en träjonväxtart som beskrevs av R. C. Moran, J.Prado och Labiak. Megalastrum angustum ingår i släktet Megalastrum och familjen Dryopteridaceae. Inga underarter finns listade.